# اندیس آهن رباعی
آهن رباعی یک اندیس فلزی است که در  استان سمنان قرار دارد و مادهٔ معدنی موجود در آن، آهن است.  